# Sataspe
Sataspe (in greco antico: Σατάσπης?; fl. VI secolo a.C.) è stato un esploratore e navigatore persiano, che avrebbe tentato, forse nel periodo 475-465 a.C., la circumnavigazione dell'Africa.

## Biografia
Il suo nome è composto dai vocaboli persiani Std (cento) e Asp (cavallo). Secondo Erodoto, era cugino di Serse I. poiché sua madre era sorella di Dario I. Probabilmente era un comandante della cavalleria, che fu condannato a morte per aver rapito e violentato la figlia di Megabizo. Tuttavia sua madre, Atossa, convinse Serse a cambiare la sua punizione con l'incarico di circumnavigare l'Africa.
Con nave ed equipaggio egiziani navigò oltre le Colonne d'Ercole e proseguì verso sud per alcuni mesi, ma tornò in Egitto senza completare con successo il suo compito. Affermò che nel punto più lontano da lui raggiunto incontrò una "razza di uomini piccolissimi, che indossavano abiti fatti con le palme", e che fu costretto a tornare, perché la sua nave si fermò e non voleva proseguire la navigazione. Serse non accettò questa scusa e lo fece mettere a morte. Tuttavia, è stato suggerito che Sataspe avrebbe potuto semplicemente incontrare la corrente del Benguela, che gli avrebbe impedito di navigare oltre.